# Историја уређаја за мерење времена
Историја уређаја за мерење времена датира још од периода када су древне цивилизације први пут посматрале кретање астрономских тела на небу. Уређаји и методе за мерење времена постепено су се унапређивали кроз низ нових проналазака, почевши од мерења времена непрекидним процесима, као што је проток течности у воденим сатовима, до механичких сатова, и на крају понављајућих, осцилаторних процеса, као што је замах клатна. Осцилирајући мериоци времена се користе у свим модерним часовницима.
Сунчани и водени сатови су први пут коришћени у старом Египту око 1500. године пре нове ере, а касније је њихова употреба настављена и код Вавилонаца, Грка и Кинеза. Сатови са тамјаном коришћени су у Кини још од 6. века. У средњем веку, исламски водени сатови су били без премца у својој софистицираности, све до средине 14. века. Пешчани сат, измишљен у Европи, био је један од ретких поузданих метода мерења времена на мору.
У средњовековној Европи, потпуно механички сатови су развијени након проналаска звона за аларме, који се користио да сигнализира тачно време за звоњење монашких звона. Механички сат покретан тежином и контролисан деловањем примитивног регулатора хода, био је синтеза ранијих идеја из европске и исламске науке. Механички сатови, којег је посебно дизајнирао и направио Хенри де Вицк око 1360, су били велики пробој у свет часовничарства који је успоставио основни дизајн сата за наредних 300 година. Током времена додавани су мањи проналасци, као што је изум главне опруге у раном 15. веку, што је омогућило да се по први пут праве сатови мањих димензија.
Следећи велики корак у револуцији сатова догодио се у 17. веку када је откривено да се сатови могу контролисати помоћу хармонијских осцилатора. Леонардо да Винчи је направио најраније познате цртеже клатна у периоду између 1493–1494. године, а 1582. године Галилео Галилеј је истраживао изохронизам љуљање клатна, откривши да фреквенција зависи само од дужине, а не, како се до тада веровало, од тежине. Сат са клатном, којег је дизајнирао и направио холандски полиматичар Кристијан Хајгенс 1656. године, био је толико тачнији у односу на друге врсте механичких мерила тога времена, да је његов склоп наставио да се користи кроз деценије, превазилазећи коришћење нових напретка у регулаторима хода (verge & foliot). Остале иновације у мерењу времена током овог периода укључују проналаске који су се користили за сатове са понављањем.
Фактори грешке у раним сатовима са клатном укључивали су температурне варијације. Овим проблемом, током 18. века, бавили су се енглески часовничари Џон Харисон и Џорџ Грејам. Након поморске катастрофе код Силија 1707. године, многе владе су понудиле награду свакоме ко открије начин за одређивање географске дужине. Харисон је ради на проналаску сата који би радити на принципу опруге, чије покретање није било подложно утицају гравитације или кретању брода. Усавршавањем својих проналазака направио је низ прецизних часовника, уводећи посебан термин за њих - хронометари. Електрични сат изумљен је 1840. године, и првобитно је коришћен за контролу најпрецизнијих сатова са клатном све до 1940-их, када су кварцни часовници постали основа за прецизно мерење времена и фреквенције.
Ручни сат, који је током Бурског рата био препознат као драгоцено војно оруђе, постао је популаран после Првог светског рата, у варијацијама које су укључивале немагнетне, батеријске и соларне погоне, са уведеним кварцним деловима, транзисторима и пластичним деловима. Паметни телефони и паметни сатови постали су најчешћи уређаји за мерење времена 21. века.
Најпрецизнији уређаји за мерење времена у практичној употреби данас су атомски сатови, који могу бити тачни до неколико милијардитих делова секунде по години и користе се за калибрацију других часовника и инструмената за мерење времена.

## Уређаји за непрекидно мерење времена
Древне цивилизације су посматрале небеска тела, често Сунце и Месец, да би одредиле време. Према историчару Ерику Брутену, Стоунхенџ је вероватно био еквивалент астрономске опсерваторије из каменог доба, која се користила за сезонске и годишње догађаје као што су равнодневице или солстиције. Како мегалитске цивилизације нису оставиле забележену историју, мало се зна о њиховим методама мерења времена.
Мезоамериканци су модификовали свој уобичајени двадесетични (вигезималан) систем бројања како би саставили календар са годином од 360 дана. Аустралијски староседеоци су добро разумели кретање објеката на небу и користили су своје знање за конструисање календара и помоћ у навигацији; већина абориџинских култура имала је добро дефинисана годишња доба која су одређена природним променама током целе године, укључујући и небеске догађаје. Лунарне фазе су коришћене за обележавање краћих временских периода. Народ Јаралд из Јужне Аустралије, био је један од ретких народа код којих је забележено да су имали начин за мере време током дана, који је подељен на седам делова. Они су за ово мерење користили положај Сунца.
Сви мериоци времена пре 13. века ослањали су се на методе који су подразумевали коришћење нечег што се непрекидно кретало. Ниједан рани метод мерења времена није се мењао сталном стопом. Уређаји и методе за мерење времена непрекидно су се унапређивали кроз дуги низ нових изума и идеја.

### Сатови у сенци и сунчани сатови
Први уређаји коришћени за мерење положаја Сунца били су сатови у сенци, који су се касније развили у сунчани сат.  Најстарији од свих познатих сунчаних часовника датира из периода око 1500. године пре нове ере (током владавине 19. династије Египта ), а откривен је у Долини краљева 2013. године.   Обелисци су могли да показују да ли је било јутро или поподне, као и летњи и зимски солстициј. Око 500. године пре нове ере, развијена је нека врста сата у сенци који је по облику био сличан савијеном Т-квадрату. Он је мерио проток времена сенком коју је бацала његова пречка, и ујутру је био оријентисан на исток, а у подне се окретао, тако да је могао да баца сенку у супротном смеру.
Сунчани сат се помиње и у Библији, у Другој књизи о царевима, у поглављу 20, у стиховима 9–11, када је Језекија, краљ Јудеје током 8. века пре Христа, забележено је да га је излечио пророк Исаија и тражи знак да ће оздравити: 
А Исаија рече: ово нека ти буде знак од Господа да ће учинити Господ што је рекао: хоћеш ли да отиде сјен десет кољенаца напријед или да се врати десет кољенаца натраг? А Језекија рече: лако је да сјен отиде напријед десет кољенаца; немој, него нека се врати сјен десет кољенаца натраг. И Исаија пророк завапи ка Господу, и врати Господ сјен по кољенцима по којима бијаше отишао на сунчанику Ахазову натраг за десет кољенаца.— превод Ђура Даничић
Друга књига о царевима
Глинена плоча из касног вавилонског периода описује дужину сенки у различито доба године. Вавилонскпм писцу Беросос, Грци преписују заслугу за проналазак полулоптастог сунчаног сата издубљеног од камена. Код овог сунчаног сата пут сенке је подељен на 12 делова како би се обележило време. Грчки сунчани сатови су еволуирали и постали веома софистицирани. У Птоломејевој Аналеми, насталој у 2. веку нове ере, коришћен је рани облик тригонометрије не би ли се извео положај Сунца из података као што су сат у дану и географска ширина.   Римљани су идеју о сунчаном сату позајмили од Грка. Војни заповедник Плиније Старији је забележио да је први сунчани сат у Рим стигао 264. п. н. е., као пљачкашки плен из Катаније на Сицилији. Према његовим речима, сат је давао нетачно време за читав век, све док није прилагођен углу одговарајуће географске ширине Рима.
Према немачком историчару астрономије Ернсту Цинеру, сунчани сатови су развијени током 13. века са скалама које су показивале једнаке сате. Први сат заснован на поларном времену појавио се у Немачкој око 1400. године, а по алтернативној теорији, овакав сат постојао је у Дамаску 1372. године  У периоду око 1500. године, појавили су се европски трактати о дизајну сунчаних сатова.
Египатски метод одређивања времена током ноћи, коришћен од најмање 600. године пре нове ере, био је тип виска који се звао меркхет (од египатског mrḫt, „инструмент знања”). Меридијан север-југ је направљен коришћењем два меркхета поравната са Поларисом, звездом северног пола. Време је одређено посматрањем одређених звезда док су прелазиле меридијан.

### Водени сатови
Најстарији опис клепсидре, или воденог сата, потиче из натписа на гробници египатског дворског званичника из 18. династије (око 1500, п. н. е.) по имену Аменемхет, који је идентификован као њен проналазач. Претпоставља се да је предмет, на којем се налази натпис и ознаке за време, коришћен за рачунање времена. Најстарији сачувани водени сат пронађен је у гробници фараона Аменхотепа III ( 1417 – 1379. п. н. е.).  Иако су сачуване писане референце о постојању водених сатова у Месопотанији, не постоје сачувани предмети који поткрепљују овe тврдњe.

### Астролаб
Софистицирани астролаби за мерење времена са зупчастим механизмима изумљени су у Персији. Један од оваквих примера су они које су направили полиматичар Абу Рајхан Бируни у 11. веку и астроном Мухамед ибн Аби Бакр ал-Фариси око 1221. године.  Астролаб од месинга и сребра, који је такође служи и као календар, направљен у Исфахану од стране ал-Фарисија, је најранија сачувана машина са зупчастим механизмом. Отвори на полеђини астролаба приказују месечеве фазе и дају старост Месеца, док се унутар зодијачке скале налазе два концентрична прстена који показују релативне положаје Сунца и Месеца.
Муслимански астрономи су конструисали разне високо тачне астрономске сатове за употребу у њиховим џамијама и опсерваторијама, као што је астролабички сат Ибн ал-Шатира с почетком 14. века.

### Сатови са свећама и пешчани сатови
Једна од најранијих референци на сат са свећама налази се у кинеској песми, коју је 520. године написао Jу Гимфу. Он је поменуо да је градуацијска свећа средство за одређивање времена ноћу. Сличне свеће су коришћене у Јапану до почетка 10. века.
У англосаксонском свету се проналазак сата са свећама приписује Алфреду Великом, краљу Весекса (од 871. до 889.), који је користио шест воштаних свећа постављених на размацима од  једне инче (25 mm). Свака свећа била је уједначене дебљине и висине од 4,7 инча (12 cm) и тежине од 12 пенивејста (18,66 g).
Муслимански проналазач из 12. века, Ал-Џазари описао је четири различита дизајна за сат са свећама у својој књизи „Књига знања о генијалним механичким уређајима”.  Његов сат са свећама је измишљен тако да означи пролазак од 14 сати подједнаке дужине. Прецизно конструисан механизам је проузроковао да се свећа одређених димензија полако помера нагоре, што је изазвало померање индикатора по скали. Сваког часа из кљуна птице излазила је мала лопта.
Пешчани сат је био једна од ретких поузданих метода мерења времена на мору, а спекулисало се да је коришћен на бродовима још у 11. веку, када би допунио компас као помоћ у навигацији. Најранији недвосмислени доказ о употреби пешчаног сата појављује се на слици Алегорија добре владе италијанског уметника Амброђа Лоренцетија из 1338. године.
Португалски морепловац Фердинанд Магелан користио је 18 пешчаних сати на сваком од својих бродова током експедиције обиласка света 1522. године. Иако се користио у Кини, тамошња историја пешчаног сата је непозната, али изгледа да није коришћен пре средине 16. века. Највероватније из разлога јер конструкција пешчаног сата подразумева употребу дувања стакла, што је у том периоду у потпуности била тековина европске и западне уметности.
Од 15. века па надаље, пешчани сатови су нашли широк спектар примене на мору, у црквама, у индустрији и у кувању. Били су први поуздани уређаји за вишекратну употребу, прилично прецизни и лако конструисана направа за мерење времена. Пешчани сат је добио симболична значења, попут смрти, умерености, прилике и као и персонификацију у виду Оца времена, често приказаног као брадатог старца.

## Развој сата
Први ручни сатови направљени су у 16. века. Елизабета I Тјудор је 1572. године направила попис сатова које је поседовала, а сви су се сматрали делом њене колекције накита. Први џепни сатови су били нетачни, најчешће због своје мале величине која је спречавала да имају довољно добро направљене покретне делове. Сатови без украса, који нису били намењени као украсни додатак већ као уређај за показивање времена, почели су да се појављују око 1625. године.
Бројчаници који су показивали минуте и секунде постали су уобичајени након повећања тачности које је омогућила балансна опруга. Изумљен одвојено 1675. од стране Хајгенса и Хука, опруга је омогућила да осцилације точка за равнотежу имају фиксну фреквенцију. Проналазак је резултирао великим напретком у прецизности механичког сата, чија тачност је варирала од око пола сата до неколико минута дневно. Спор ко је први открио патент, да ли Хајгенс или Хук никада није решен. Оба научника су тврдила да су први дошли на идеју балансне опруге. Међутим, Хајгенсов дизајн опруге за баланс је тип чије се коришћење задржало у готово свим сатовима до данас.
Томас Томпион је био један од првих часовничара који је препознао потенцијал балансне опруге и успешно је применио у конструисању својих џепних сатова. Побољшана прецизност омогућила је сатовима да раде тако добро да је њихова употреба остала до данас. Томе је допринело додавању казаљке за секунде на предњем делу (енг. clock face) сата, током 1690-их година. Концентрична минутна казаљка је била ранији изум, али је Квер осмислио механизам који је омогућио да се казаљке покрећу заједно. Николас Фатио де Дулије, швајцарски природни филозоф, заслужан је за дизајн првих драгуља у сатовима 1704. године. 
Други познати енглески хоролози из 18. века укључују Џона Арнолда и Томаса Ерншоа, који су своју каријеру посветили конструисању висококвалитетних хронометара и такозваних палубних сатова, мањих верзија хронометра који се могу држати у џепу. 

### Војна употреба сата
Сатови су се носили током Француско-пруског рата (1870 – 1871), а у време Бурског рата (1899 – 1902) сатови су били препознати као вредан алат.  Рани модели су у суштини били стандардни џепни сатови закачени на кожни каиш, али почетком 20. века, произвођачи су почели да производе наменске ручне сатове. Године 1904, Алберто Сантос-Думонт, рани авијатичар, замолио је свог пријатеља француског часовничара Луја Картијеа да дизајнира сат који би могао да буде користан током његових летова.
Током Првог светског рата, артиљеријски официри су користили ручне сатове. Такозвани рововски сатови или наруквице су били практични, јер су ослободили једну руку која би се иначе користила за управљање џепним сатом и тако постали стандардна опрема војника.  Захтеви рововског ратовања подразумевали су да су војници морали да заштите стакло својих сатова, а понекад се користио и штитник у облику кавеза са шаркама. Заштита је дизајнирана да омогући лако читање бројева, али је заклањала казаљке. Овај проблем је решен након увођења коришћења плексигласа 1930-их година, који је, за разлику од стакла, био отпорнији на пуцање. Пре појаве војне употребе, ручне сатове су обично носиле само жене, али је током Првог светског рата сат постао симболи мушкости и храбрости.

### Модерни сатови
Џепни сатови су почели да се замењују на прелазу из 19. века у 20. век. Швајцарци, који су званично били неутрални током целог трајања Првог светског рата, производили су ручне сатове за обе стране у сукобу. Увођење тенкова на ратишту имало је утицај на дизајн Картијер тенк (енг. Cartier Tank) сата. На дизајн сатова током 1920-их година највише је утицао Ар деко стил. Аутоматски сат, први пут представљен са ограниченим успехом 18. века, поново је уведен 1920-их од стране енглеског часовничара Џон Харвуд. Након што је Џон банкротирао 1929. године, ограничења у производњи аутоматских сатова која су важила су укинута и компаније као што је Ролекс су могле да их производе. Године 1930, швајцарска компанија Тисо је произвео први немагнетни ручни сат. 
Први сатови на батерије развијени су 1950-их. Сатове високог квалитета производиле су фирме као што је Патек Филип, а пример је Патек Филип реф. 1518, вероватно најкомпликованији ручни сат икада направљен од нерђајућег челика, чија је цена достигла светски рекорд 2016. године када је продат на аукцији за 11.136.642 долара.   У новембру 2019. године, најскупљи сат који је икад продат на аукцији (и који је ручни сат) је Патек Филип Грандмастер Чајм реф. 6300А-010, чија је коначна цена била 31,19 милиона америчких долара.
Спидмастер профешнал познатији под именом Мунвач (енг. Speedmaster Professional; Moonwatch), са ручним навијањем, ношен је током прве свемирске шетње Сједињених Држава као део Насине мисије Џемини IV и био је први сат којег је носио астронаут који је ходао Месецом током мисије Аполо 11. Године 1969. Сеико је произвео први кварцни ручни сат на свету, познат као модел Астрон.
Током 1960-их, увођење сатова направљених од транзистора и пластичних делова омогућило је компанијама да смање своју радну снагу. До 1970-их, многе од тих фирми које су одржавале компликованије технике обраде метала су банкротирале. 

## Атомски сатови
Атомски сатови су најтачнији уређаји за мерење времена у практичној употреби данашњице. Са прецизношћу од неколико секунди током неколико хиљада година, они се користе за калибрацију других сатова и инструмената за мерење времена. Амерички национални биро за стандарде (НБС), сада Национални институт за стандарде и технологију (НИСТ) је, током 1960-ит година, променио начин на који је базирао временски стандард Сједињених Држава са кварцних на атомске сатове.
Идеју о коришћењу атомских прелаза за мерење времена први је предложио британски научник Лорд Келвин 1879. године, иако је тек тридесетих година 20. века, са развојем магнетне резонанце, настала практична метода за мерење времена на овај начин. Прототип амонијачног масер уређаја направљен је 1948. у НИСТ-у. Иако мање тачан од постојећих кварцних сатова, послужио је за доказивање концепта атомског сата.
Први тачан атомски сат, цезијумски стандард заснован на одређеном прелазу атома цезијум-133, направио је енглески физичар Луис Есен 1955. године у Националној физичкој лабораторији у Лондону. Калибрисан је коришћењем ефемеридног времена на астрономској временској скали (ЕТ).
Године 1967. Међународни систем јединица (СИ) је стандардизовао своју јединицу времена, секунду, на својства цезијума. СИ је дефинисао секунда као трајање 9.192.631.770 циклуса зрачења који одговара прелазу између два хиперфина нивоа основног стања атома цезијума-133 на нула степени келвина. Атомски сат цезијума који одржава НИСТ има тачност од 30 милијардитог дела секунде по години. Атомски сатови су користили и друге елементе, као што су водоник и пара рубидијума, нудећи већу стабилност (у случају водоничних сатова) и мању величину, мању потрошњу енергије, а тиме и нижу цену (у случају сатова са рубидијумом).